# Día Internacional del Pueblo Gitano
El Día Internacional del Pueblo Gitano es una jornada que se celebra anualmente el 8 de abril desde 1990, fue establecida por la Unión Romaní Internacional en ese mismo año con el propósito de conmemorar, festejar y dar visibilidad a las tradiciones y la cultura gitana.

## Proclamación
El Día Internacional del Pueblo Gitano fue declarado oficialmente el 8 de abril de 1990 en Srock, Polonia, durante el cuarto Congreso Mundial Romaní, organizado por la Unión Romaní Internacional (IRU).La fecha se eligió en honor al primer Congreso Mundial Romaní, celebrado del 7 al 12 de abril de 1971 en Chelsfield, cerca de Londres,el cual marcó el inicio de la cooperación internacional de los representantes romaníes.En este congreso se establecieron símbolos importantes como la bandera y el himno gitano Gelem, gelem, (en español, Anduve, anduve), y se definieron las bases para el reconocimiento y la promoción de la cultura y los derechos del pueblo romaní.La proclamación de este día tiene como objetivo celebrar la cultura romaní y concienciar sobre los desafíos que enfrenta esta comunidad, como la discriminación y el aislamiento social y la vulnerabilidad económica que persisten en Europa y el mundo.

## Celebración
Este día se celebra anualmente el 8 de abril en recuerdo del primer Congreso Mundial Romaní de 1971. Desde la primera celebración oficial en 1990, la jornada se ha consolidado como una ocasión para la reflexión y la reivindicación de los derechos y la inclusión de la comunidad gitana.Las actividades típicas de la celebración incluyen conferencias, eventos culturales, exhibiciones y actos públicos, donde se promueve el conocimiento de la lengua romaní y la historia de este grupo étnico. Diversos países europeos organizan manifestaciones y festivales que destacan la rica herencia cultural del pueblo gitano,y fomentan la solidaridad y el entendimiento mutuo.

## Reacciones internacionales
- En 2006, Maud de Boer-Buquicchio, vicesecretaria general del Consejo de Europa, manifestó su preocupación por el creciente antiziganismo y animó a las poblaciones gitanas de Europa a actuar para mejorar sus malas condiciones de vida, resultado de una discriminación prolongada y generalizada.[8]
- En 2009, la secretaria de Estado de Estados Unidos, Hillary Clinton, habló del compromiso de su país de proteger y promover los derechos humanos de los gitanos en toda Europa.[9]
- En 2023, Marija Pejčinović Burić, secretaria general del Consejo de Europa, subrayó en su declaración para el Día Internacional del Pueblo Gitano, la lucha contra la discriminación y el antigitanismo, destacando la discriminación interseccional que enfrentan los roma y viajeros en educación y empleo.[10]
- En 2024, Gudrun Mosler-Törnström, portavoz permanente de Derechos Humanos del Congreso de Autoridades Locales y Regionales del Consejo de Europa, reafirmó el compromiso del Congreso con la protección de los derechos de las comunidades roma.[11]